# Sodaville
Sodaville az Amerikai Egyesült Államok északnyugati részén, Oregon állam Linn megyéjében helyezkedik el. A 2010. évi népszámláláskor 308 lakosa volt. A város területe 0,8 km², melynek 100%-a szárazföld.
A település nevét a közeli Sodaville Mineral Springs forrásról kapta. A postahivatal 1871-től 1933-ig működött.

## Népesség

### 2010
A 2010-es népszámláláskor a városnak 308 lakója, 116 háztartása és 85 családja volt. A népsűrűség 385 fő/km2. A lakóegységek száma 121, sűrűségük 151,3 db/km2. A lakosok 89,3%-a fehér, 0,6%-a afroamerikai, 1,6%-a indián, 1%-a ázsiai,  0,3%-a egyéb, 7,1%-a pedig kettő vagy több etnikumú. A spanyol vagy latino származásúak aránya 1,9% (1,6% mexikói,   0,3% egyéb spanyol vagy latino származású.)
A háztartások 34,5%-ában élt 18 évnél fiatalabb. 62,1% házas, 6% egyedülálló nő, 5,2% egyedülálló férfi, 26,7% pedig nem család. 19% egyedül élt; 7,6%-uk 65 éves vagy idősebb. Egy háztartásban átlagosan 2,66 személy élt; a családok átlagmérete 3,08 fő.
A medián életkor 43,5 év volt. A város lakóinak 24,7%-a 18 évesnél fiatalabb, 6,8% 18 és 24 év közötti, 20,1%-uk 25 és 44 év közötti, 35,4%-uk 45 és 64 év közötti, 13%-uk pedig 65 éves vagy idősebb. A lakosok 51,9%-a férfi, 48,1%-a pedig nő.

### 2000
A 2000-es népszámláláskor  a városnak 290 lakója, 105 háztartása és 80 családja volt. A népsűrűség 362,5 fő/km2. A lakóegységek száma 115, sűrűségük 143,8 db/km2. A lakosok 92,07%-a fehér, 0,69%-a afroamerikai, 1,38%-a indián, 2,07%-a ázsiai, 0,69%-a a Csendes-óceáni szigetekről származik, 1,38%-a egyéb-, 1,72%-a pedig kettő vagy több etnikumú. A spanyol vagy latino származásúak aránya 4,14% (3,4% mexikói,   0,7% pedig egyéb spanyol/latino származású.)
A háztartások 37,1%-ában élt 18 évnél fiatalabb. 61% házas, 10,5% egyedülálló nő; 22,9% pedig nem család. 18,1% egyedül élt; 7,6%-uk 65 éves vagy idősebb. Egy háztartásban átlagosan 2,76 személy élt; a családok átlagmérete 3,15 fő.
A város lakóinak 29%-a 18 évesnél fiatalabb, 6,2% 18 és 24 év közötti, 28,3%-uk 25 és 44 év közötti, 24,5%-uk 45 és 64 év közötti, 12,1%-uk pedig 65 éves vagy idősebb. A medián életkor 38 év volt. Minden 100 nőre 94,6 férfi jut; a 18 évnél idősebb nőknél ez az arány 94,3.
A háztartások medián bevétele 41 875 amerikai dollár, ez az érték családoknál $45 682. A férfiak medián keresete $28 750, míg a nőké $21 875. A város egy főre jutó bevétele (PCI) $14 596. A családok 7,7%-a, a teljes népesség 8,9%-a élt létminimum alatt; a 18 év alattiaknál ez a szám 12,7%, a 65 évnél idősebbeknél pedig 3,2%.

## Fordítás
Ez a szócikk részben vagy egészben  a   Sodaville, Oregon című angol Wikipédia-szócikk ezen változatának fordításán alapul.  Az eredeti cikk szerkesztőit annak laptörténete sorolja fel. Ez a jelzés csupán a megfogalmazás eredetét és a szerzői jogokat jelzi, nem szolgál a cikkben szereplő információk forrásmegjelöléseként.